# 174 (число)
174 (Сто сімдеся́т чоти́ри) — натуральне число між 173 та 175.

## В інших галузях
- 174 рік, 174 до н. е.
- NGC 174 — галактика в сузір'ї Скульптор.